# Kraftwerk Kachlet
Das Kraftwerk Kachlet, auch Kachletkraftwerk oder Kachletwerk ist ein von der Uniper Kraftwerke GmbH betriebenes Stauwerk mit Doppelschleuse und Wasserkraftwerk in der Donau bei Maierhof im Stadtgebiet von Passau.
Das Kachlet, ein mit Felsen und kleinen Inseln übersäter Donauabschnitt vor Passau, behinderte seit jeher den Schiffsverkehr. So entschied man sich, die fast 20 km lange Gefahrenstrecke zu überstauen. Dazu errichtete die 1921 gegründete Rhein-Main-Donau AG von 1922 bis 1927 ein Kraftwerk mit Doppelschleuse. Dies war zugleich der erste Schritt zur Schaffung der Großschifffahrtsstraße Main-Donau-Kanal.

## Stausee
Die Anlage staut den Wasserspiegel bis zu einer Höhe von 9,2 m über Niedrigstwasser auf. Dadurch wird eine Mindestfahrwassertiefe von 2,5 m gewährleistet. Das Stauwehr ist 175 m lang mit sechs Öffnungen von je 25 m Breite und doppelten Tafelschützen von 11,8 m Höhe. Beide Schleusenkammern sind 230 m lang und 24 m breit. Jede Schleusung benötigt 40.000 m³ Wasser. Der Mittelwasserabfluss beträgt 648 m³/s, der höchste Wasserdurchlass 6000 m³/s.
Der Stauraum vor dem Kraftwerk ist 28 km lang und mit Dämmen abgesichert. Das Sollstauziel liegt bei 299,8 m ü. Normalnull. Das Gelände hinter den Dämmen wird von acht Pumpwerken entwässert.
Im September 1925 fuhren erstmals Schiffe durch die Schleuse. Am 9. Mai 1933 war der Stausee Schauplatz der Havarie des Flugbootes Do X.

## Krafthaus
Das Krafthaus ist 144 m lang, 17 m breit und hat eine Höhe von 20,6 m. Die ursprünglichen Propellerturbinen wurden nach etwa 35 Jahren durch Kaplanlaufräder mit verstellbaren Schaufeln ersetzt. Die Schluckfähigkeit konnte so von 750 m³/s auf 1070 m³/s gesteigert werden. Die Ausbauleistung stieg so von 42 MW auf 53,7 MW und die Stromerzeugung von 260 GWh/a auf 308 GWh/a.

## Abbildungen

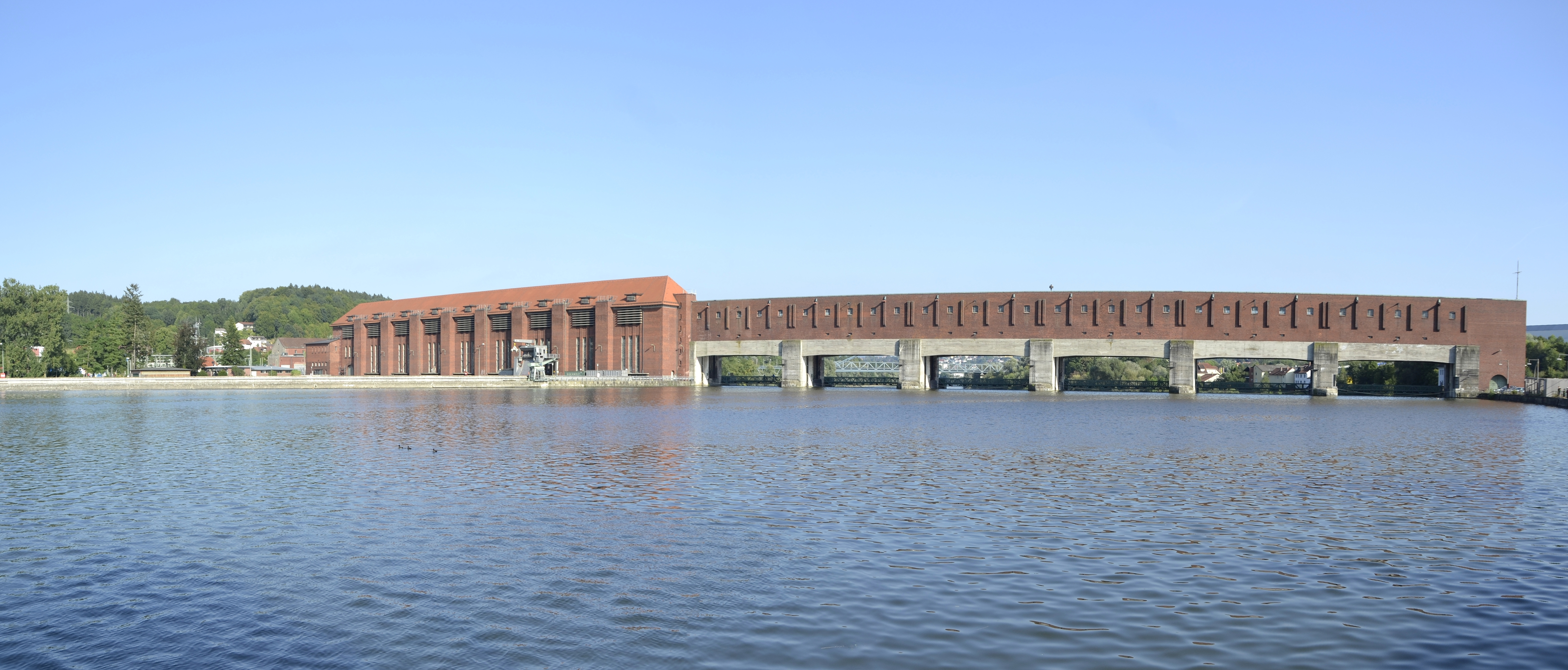
Kraftwerk links, Stauwehr rechts
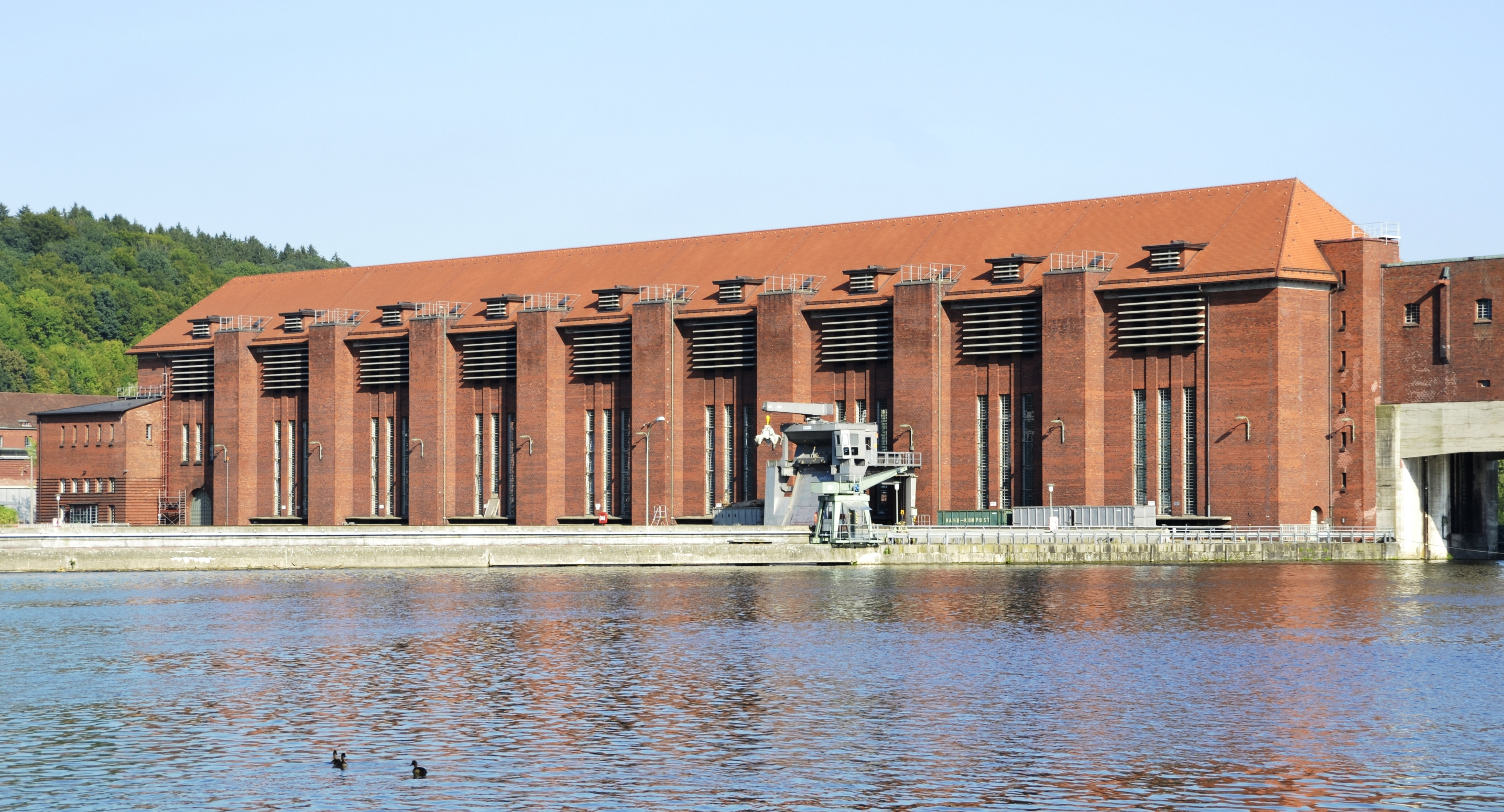
Das Krafthaus
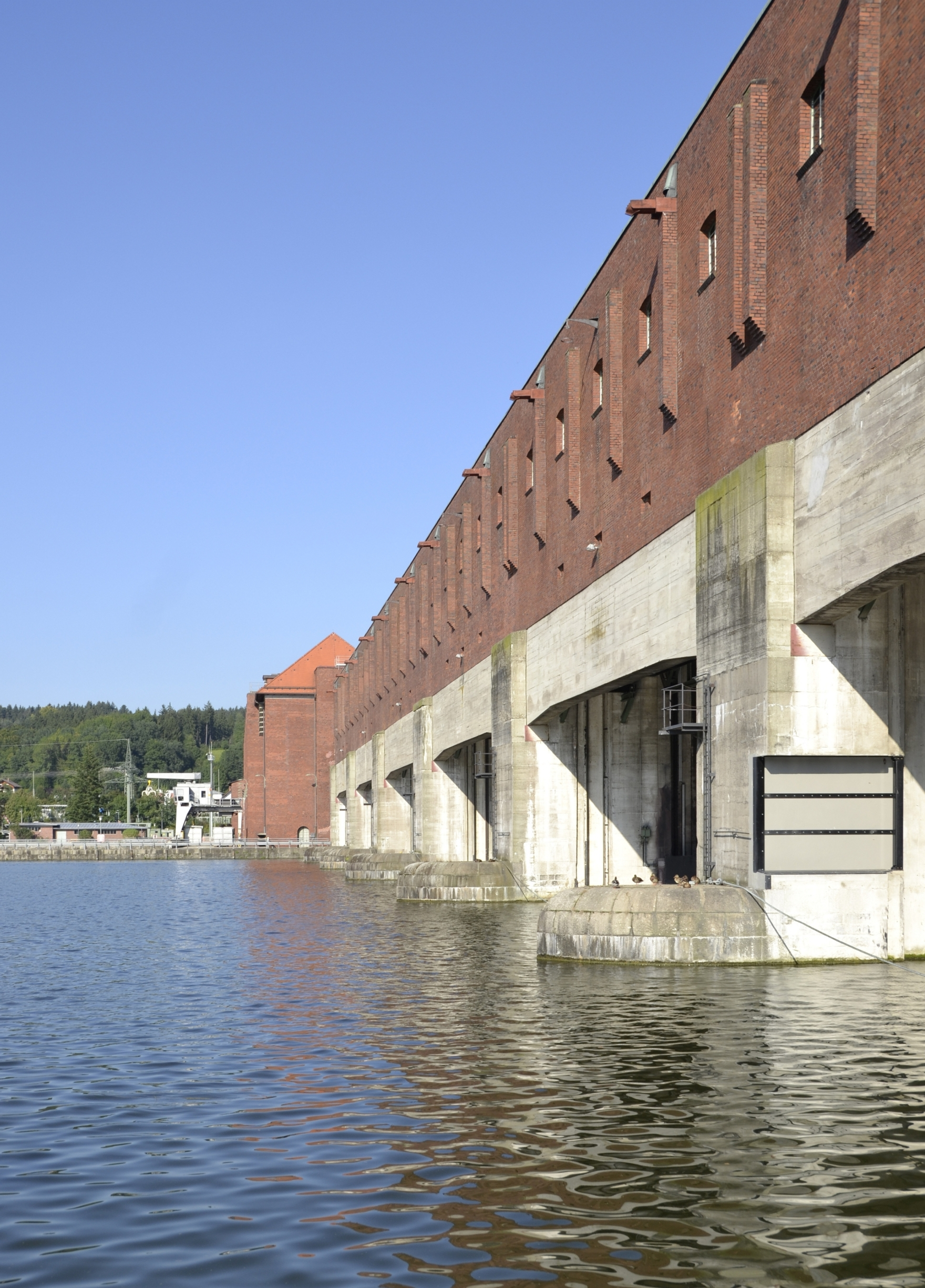
Das Stauwehr des Kraftwerks (Oberwasser)
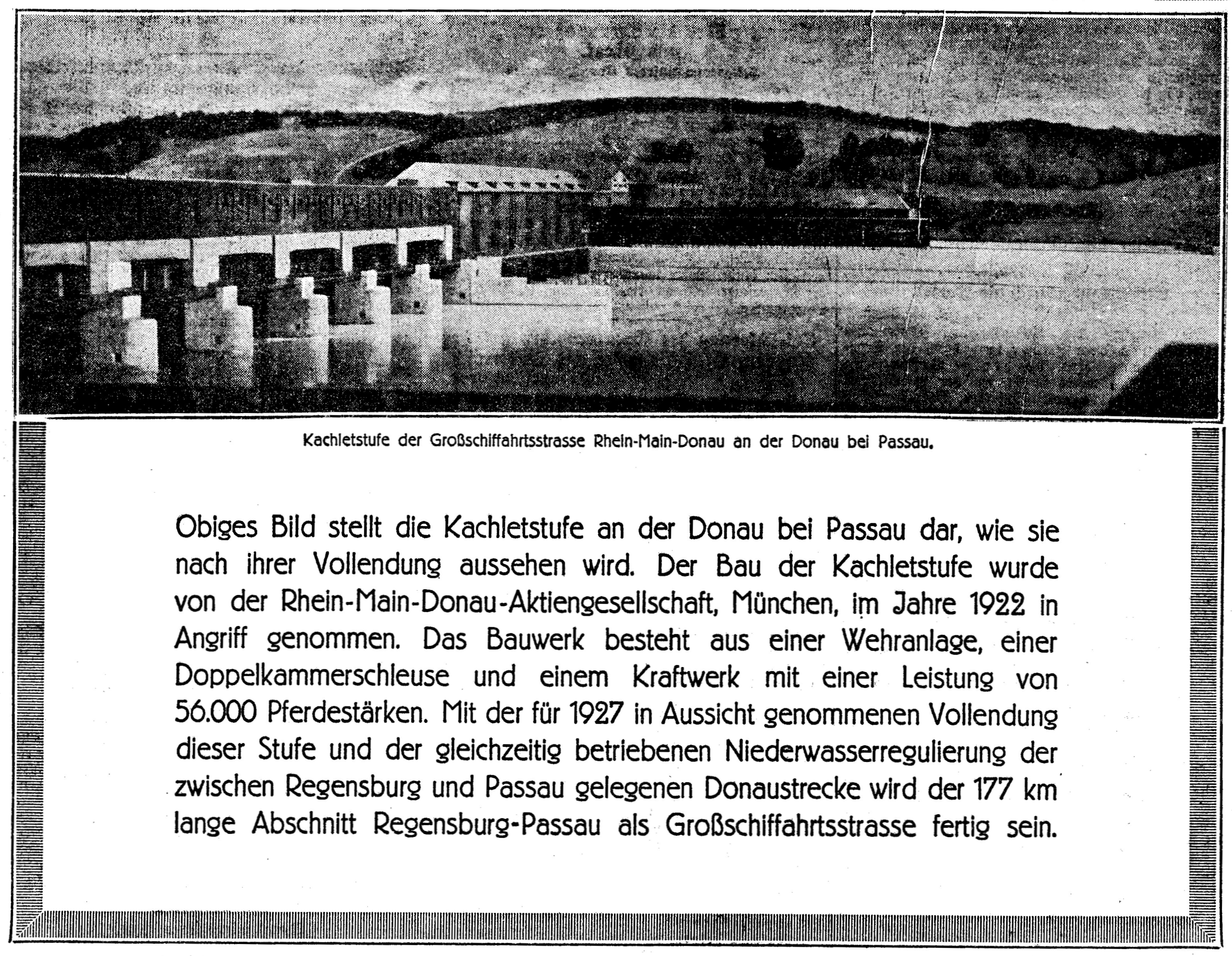
Zeitungsannonce in der Neuen Freien Presse für das im Bau befindliche Kraftwerk (1925)
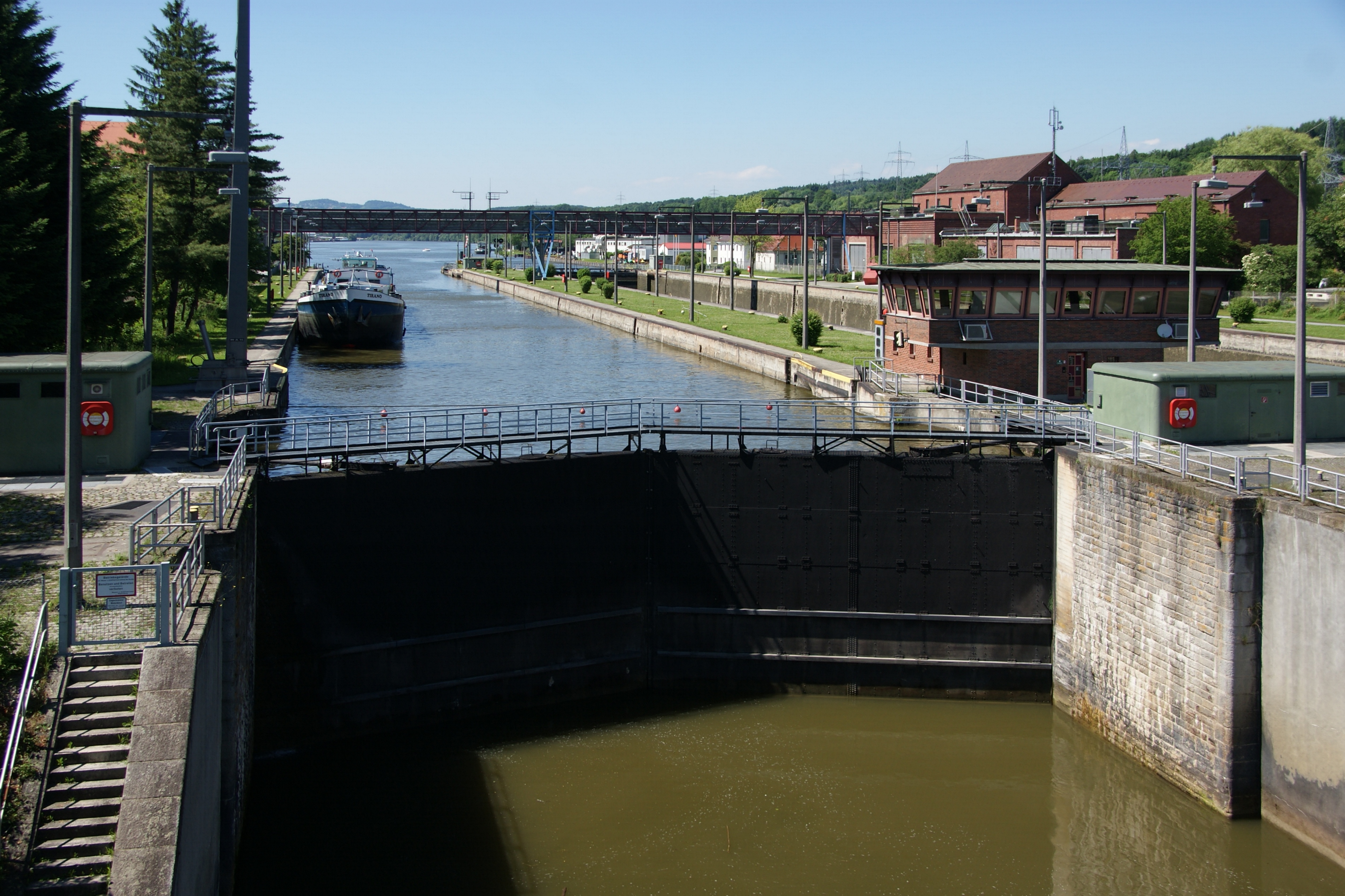
Schleuse
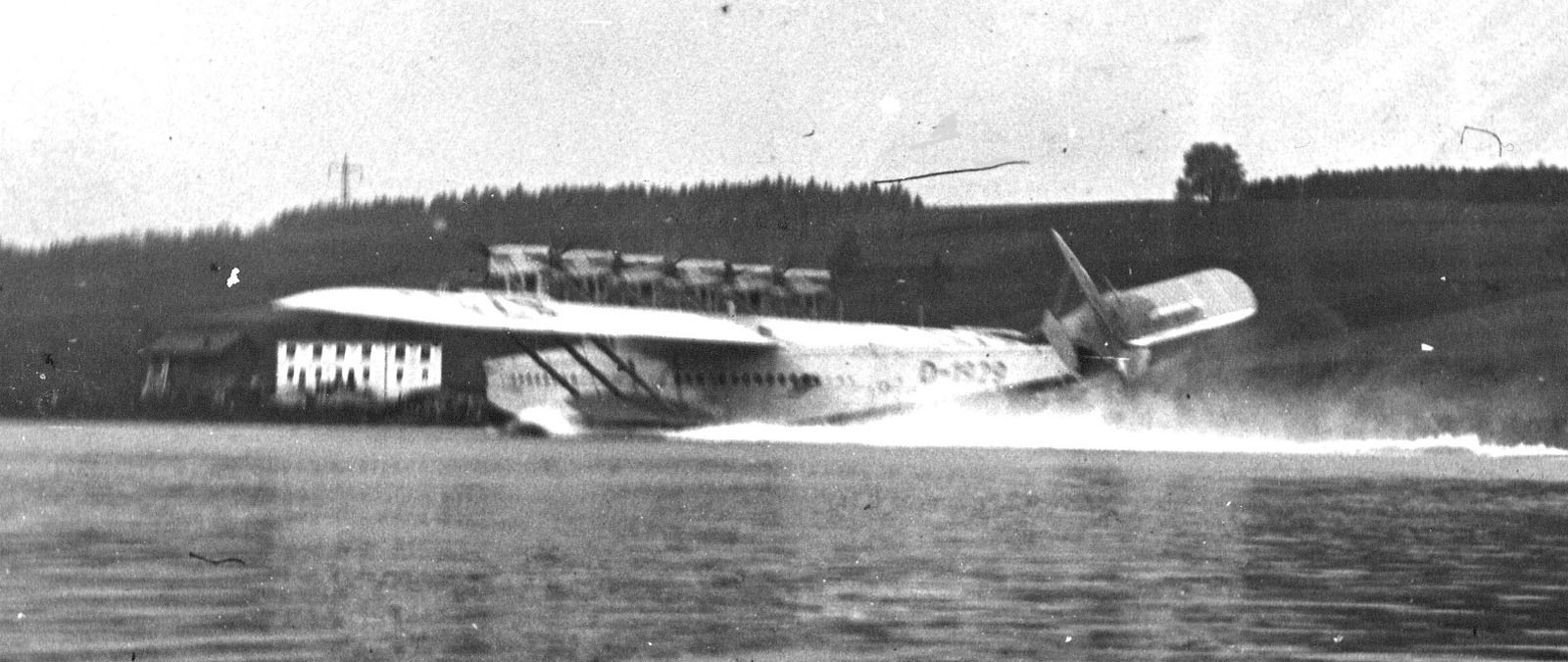
Wasserung der Dornier Do X 1929 auf dem Kachlet-Schalding-Stausee am 9. Mai 1933 um 18:15 Uhr

## Schiff
Ein Motorschiff vom Wasser- und Schiffahrtsamt Passau, Kennzeichen Pa 11-D3, 1955 eingesetzt als Eisbrecher in der Donau zwischen Passau und dem Kraftwerk Jochenstein, hieß Kachlet.